# Madeuplexia sogai
Madeuplexia sogai är en fjärilsart som beskrevs av Pierre E.L. Viette 1960. Madeuplexia sogai ingår i släktet Madeuplexia och familjen nattflyn. Inga underarter finns listade i Catalogue of Life.